# 天空谷 (加利福尼亞州)
天谷（英語：Sky Valley）是位於美國加利福尼亞州河濱縣的一個人口普查指定地區。

## 地理
天谷的座標為33°53′28″N 116°21′18″W / 33.89111°N 116.35500°W，而該地最高點為海拔高度303米（即994英尺）。

## 人口
根據2010年美國人口普查的數據，天谷的面積為62.856平方千米，均為陸地。當地共有人口2406人，而人口密度為每平方千米38人。